# Тетрагемігексаедр
| Тетрагемігексаедр       | Тетрагемігексаедр                 |
| ----------------------- | --------------------------------- |
| Тривимірна модель       |                                   |
| Тип                     | однорідний зірчастий многогранник |
| Елемент                 | граней 7, ребер 12, вершин 6      |
| Ейлерова характеристика | {\displaystyle \chi } = 1         |
| Граней за числом сторін | 4{3}+ 3{4}                        |
| Символ Вітгоффа         | 2 (подвійне накриття)             |
| Група симетрії          | Td, [3,3], *332                   |
| Позначення              | U04, C36, W67                     |
| Двоїстий                | тетрагемігексакрон                |
| Вершинна фігура         | 3.4.3/2.4                         |
| Скорочена назва Бауера  | Thah                              |

Тетрагемігексаедр, або гемікубооктаедр, — однорідний зірчастий многогранник, що має номер U4. Має 6 вершин, 12 ребер, і 7 граней — 4 трикутних і 3 квадратних. Його вершинною фігурою є схрещений чотирикутник. Діаграма Коксетера — Динкіна —  (хоча ця діаграма відповідає подвійному покриттю тетрагемігексаедра).
Це єдиний непризматичний однорідний многогранник з непарним числом граней. Його символ Вітгоффа рівний 3/2 3 | 2, але насправді цей символ відповідає подвійному покриттю тетрагемігексаедра 8 трикутниками і 6 квадратами, які попарно збігаються в просторі. (Це можна розглядати інтуїтивно як два суміщені тетрагемігексаедри.)
Многогранник є гемімногогранником (напівмногогранником). Префікс «гемі-» означає, що деякі грані утворюють групу вдвічі меншого розміру, ніж відповідний правильний многогранник. У цьому випадку три квадратні грані утворюють групу, що має вдвічі менше граней, ніж правильний гексаедр (шестигранник), відомий як куб, звідси й назва гемігексаедр. Гемі-грані орієнтовані в тому ж напрямку, що й грані правильного многогранника. Три квадратні грані тетрагемігексаедра, як і три орієнтації граней куба, взаємно перпендикулярні.
Характеристика «наполовину менше» також означає, що гемі-грані мають проходити через центр многогранника, де вони всі перетинаються. Візуально, кожен квадрат ділиться на чотири прямокутних трикутники, з яких з кожного боку видно лише два.

## Пов'язані поверхні
Багатогранник має неорієнтовану поверхню. Він є унікальним, оскільки з усіх однорідних многогранників тільки він має ейлерову характеристику 1, а тому є проєктивним многогранником, що подає дійсну проєктивну площину, подібно до римської поверхні.
| Римська поверхня |

## Пов'язані многогранники
Багатогранник має ті ж вершини й ребра, що й правильний октаедр. Чотири його трикутні грані збігаються з 4 з 8 трикутних граней октаедра, але додаткові квадратні грані проходять через центр многогранника.
| Октаедр | Тетрагемігексаедр |

Двоїстим многогранником є тетрагемігексакрон.
Многогранник двічі накритий кубооктаедром, який має ту саму абстрактну вершинну фігуру (2 трикутники і два квадрати: 3.4.3.4) та подвоєне число вершин, ребер і граней. Він має ту саму топологію, що й абстрактний многогранник гемікубооктаедр.
| Кубооктаедр | Тетрагемігексаедр |

Його можна побудувати як схрещений трикутний куполоїд. Усі куплоїди та двоїсті їм многогранники топологічно є проєктивними площинами.
| n / d | 3                                     | 5                                        | 7                                        |
| ----- | ------------------------------------- | ---------------------------------------- | ---------------------------------------- |
| 2     | Перехрещений трикутний куполоїд {3/2} | Пентаграмний куполоїд {5/2}              | Гептаграмний куполоїд {7/2}              |
| 4     | —                                     | Перехрещений пентаграмний куполоїд {5/4} | Перехрещений гептаграмний куполоїд {7/4} |

### Тетрагемігексакрон
| Тетрагемігексакрон      | Тетрагемігексакрон           |
| ----------------------- | ---------------------------- |
| Тетрагемігексакрон      |                              |
| Тип                     | зірчастий многогранник       |
| Елемент                 | граней 6, ребер 12, вершин 7 |
| Ейлерова характеристика | {\displaystyle \chi } = 1    |
| Група симетрії          | Td, [3,3], *332              |
| Позначення              | DU04                         |
| Двоїстий                | тетрагемігексаедр            |

Тетрагемігексакрон є двоїстим для тетрагемігексаедра і одним з дев'яти двоїстих гемімногогранників.
Оскільки гемімногогранники мають грані, що проходять через центр, двоїсті фігури мають відповідні вершини в нескінченності. Строго кажучи, в нескінченній точці дійсної проєктивної площини. У книзі Маґнуса Веннинґера Dual Models їх напедено як перетинні призми, кожна з яких йде в нескінченність в обох напрямках. На практиці моделі призм обрізають у деякій точці, зручній для творця моделі. Веннінґер запропонував вважати ці фігури членами нового класу зірчастих фігур, які назвав зірчасті до нескінченності. Однак він також додав, що, строго кажучи, вони не є многогранниками, оскільки не задовольняють звичним визначенням.
Вважають, що топологічно многогранник містить 7 вершин. Три вершини вважають такими, що лежать у нескінченності (дійсної проєктивної площини) і відповідають безпосередньо трьом вершинам геміоктаедра, абстрактного многогранника. Інші чотири вершини є кутами альтернованого центрального куба (напівкуба, в нашому випадку тетраедра).